# Михаил VII Дука
Михаил VII Дука (на гръцки: Μιχαήλ Ζ΄ Δούκας; * 1050; † ок. 1090), наричан Парапинак, е византийски император от 1071 до 1078 година. По време на управлението му империята потъва в криза, а по-голямата част от Анатолия е завладяна от селджукските турци.

## Произход и възкачване
Михаил VII е роден през 1050 г. в Константинопол. Той е най-големият син на император Константин X Дука и съпругата му Евдокия Макремволитиса. През 1059 г. малолетният Михаил е обявен за съимператор на баща си. Когато Константин X умира през 1067 г., 17-годишният Миахил VII е на възраст, която позволявала да поеме самостоятелно управлението на империята. Незаинтересоваността му от политиката обаче позволява на майка му Евдокия и чичо му Йоан Дука да управляват вместо него.
Младият василевс е възпитаник на именития интелектуалец Михаил Псел, който оказва значително влияние върху него и ласкае неговите способности в съчиненията си. Михаил VII се занимавал предимно с реторика и литература и не обръщал сериозно внимание на управлението.

## Съуправление с Роман IV Диоген
През 1068 г. императрицата-майка се омъжва за способния генерал Роман IV Диоген, който е обявен за старши съимператор наред с Михаил VII и братята му Константин и Андроник. Роман IV съсредоточава цялата власт в ръцете си, игнорирайки доведените си синове, след което се отправя на военен поход срещу селджукските турци, нахлули в Мала Азия.
След като през август 1071 г. Роман IV Диоген търпи поражение в битката при Манцикерт и е заловен от селджукските турци, Евдокия Макремволитиса и Михаил VII отново застават начело на властта в Константинопол, докато не се разбира, че Роман IV е жив и пътува към града. Тогава цезарят Йоан Дука и менторът на Михаил VII – Михаил Псел, с помощта на варяжката гвардия, принуждават императрицата да остави властта изцяло на сина си и да се оттегли в манастир. Едва след това на 21 октомври 1071 г. Михаил VII е коронясан като самостоятелен владетел на империята.
Междувременно усилията на кесаря Йоан Дука и Михаил Псел да предотвратят връщането на власт на Роман Диоген се увенчават с успех. Роман обещава да се отрече от престола и да се замонаши, срещу което му обещават безопасност. Малко по-късно обаче Роман е ослепен и умира в тъмница.

## Самостоятелно управление

### Криза в империята
През самостоятелното управление на Михаил VII кризата във Византийската империя бързо се задълбочава. Пренебрегването на войската се отразява на боеспособността на византийската армия. През 1071 г. Византия губи окончателно и последната си крепост в Южна Италия – Бари, която е превзета от норманите на Робер Гискар. Едновременно с това започват брожения в балканските владения на империята, където през същата година българите начело с Георги Войтех правят опит да отхвърлят византийската власт.
В Мала Азия по-голямата част от териториите са загубени след битката при Манцикерт. Михаил VII се опитва да възстанови властта на империята в региона, като изпраща през 1073 г. нова армия срещу селджуците, командвана от Исак Комнин – брат на бъдещия император Алексий I Комнин, но и тази армия е разбита, а командирът е пленен.

### Бунта на наемниците
Положението се влошава още повече, след като западните нормански наемници във войската се разбунтуват в Анатолия. Именно те стават обект на нова експедиция, начело с кесаря Йоан Дука. И този път операцията се проваля – войските на Йоан Дука са разбити, а той самият е пленен от западните наемници, които го заставят да се провъзгласи за император. В тази ситуация през 1074 г. правителството на Михаил VII е принудено да търси военна подкрепа от селджукските турци, в замяна на което признава териториалните им придобивки в Мала Азия. Византийската армия начело със стратега Алексий Комнин (бъдещият император) и с помощта на селджукски подкрепления, изпратени от султан Малик Шах I, разбиват разбунтувалите се наемници и пленяват Йоан Дука, който след това е замонашен, въпреки че запазва поста си на кесар.

### Икономически затруднения
Въпреки че император Михаил VII продължава да се ползва от съветите на чичо си Йоан Дука и на Михаил Псел, той все повече фаворизира финансовия си министър Никифорица. Предпочитайки да се занимава предимно с наука и риторика, Михаил VII позволява на Никифорица да се разпорежда самостоятелно с финансовите въпроси на империята. С развързани ръце той увеличава данъците и разходите на хазната, без обаче да финансира достатъчно армията. Никифорица дори прибягва до конфискация на частна собственост и експропиира църковно имущество. Поради настъпилото разорение по време на управлението на Михаил VII, ромеите му измислят прозвището Парапинак (четвърт паница), тъй като ако по-рано с една монета можело да се купи един пинак (виз. мерна единица, „паница“) жито, то при неговото царуване същата цена стига само за една четвърт.

### Метежи и детрониране
Като резултат от данъчната политика на Никифорица, през 1074 – 1076 г. започва Бунт на Нестор в дунавската погранична област тема Паристрион. През 1077 г. в Тракия (тема) избухва нов военен метеж, този път начело с генерал Никифор Вриений, който се провъзгласил за император в Адрианопол, а негови войски начело с брат му Йоан достигат до стените на Константинопол. Едновременно с това в източните владения на империята също избухва бунт, предвождан от друг византийски военачалник – Никифор Вотаниат, който се ползва с подкрепата на селджукския султан. На Вотаниат симпатизира значителна част населението в столицата, духовенството и светските лица, засегнати еднакво от конфискациите на имущество и големите данъци.
През март 1078 г. Вотаниат се насочва към Никея, а на 25 март в Константинопол поддръжниците му правят метеж. На 31 март 1078 г. метежниците завземат императорския дворец и пленяват Михаил VII. Той е принуден да се отрече от престола и да се подстриже за монах, след което е изпратен в Студитския манастир. На престола застава Никифор Вотаниат, който се жени за съпругата на Михаил VII, Мария Аланска, и провъзгласява сина му Константин Дука Багренородни за свой съимператор. Малко по-късно Михаил Дука е ръкоположен за Ефески митрополит, на който пост остава до края на живота си (ок. 1090 г.).

## Семейство
Михаил VII Дука е женен за грузинската принцеса Мария Аланска – дъщеря на грузинския цар Баграт IV. От нея Михаил VII има един син – Константин Дука Багренородни съимператор от ок. 1074 до 1078 и от 1081 до 1087/1088 г.
Константий Дука, брат на Михаил VII Дука, е негов съимператор от 1060 до 1078 г. и претендент за трона през 1078/1079 г., а след абдикацията на Михаил VII командва войските при Никифор III Вотаниат до 1081 г.